# ناحیه کون‌هدیش
ناحیهٔ کون‌هِدیِش (به مجاری: Kunhegyesi járás) یک ناحیه در مجارستان است که در یاس-نادی‌کون-سولنوک واقع شده‌است. ناحیهٔ کون‌هدیش ۴۶۴٫۵۸ کیلومتر مربع مساحت و ۲۰٬۰۴۵ نفر جمعیت دارد.